# NGC 4330
NGC 4330 (również PGC 40201 lub UGC 7456) – galaktyka spiralna (Sc), znajdująca się w gwiazdozbiorze Panny. Odkrył ją 14 kwietnia 1852 roku Bindon Stoney – asystent Williama Parsonsa. Należy do gromady w Pannie.